# Kambodża na Mistrzostwach Świata w Lekkoatletyce 2009
Kambodża na Mistrzostwach Świata w Lekkoatletyce 2009 – reprezentacja Kambodży podczas czempionatu w Berlinie liczyła 1 zawodnika, który odpadł w przedbiegu.

## Występy reprezentantów Kambodży

### Mężczyźni
| Konkurencja    | Zawodnik    | Eliminacje | Eliminacje | Półfinał      | Półfinał      | Finał         | Finał         |
| Konkurencja    | Zawodnik    | Wynik      | Poz.       | Wynik         | Poz.          | Wynik         | Poz.          |
| -------------- | ----------- | ---------- | ---------- | ------------- | ------------- | ------------- | ------------- |
| Bieg na 1500 m | Hem Bunting | 4:08,64 SB | 50.        | Nie awansował | Nie awansował | Nie awansował | Nie awansował |